# Automeris collateralis
Automeris collateralis är en fjärilsart som beskrevs av George Francis Hampson. Automeris collateralis ingår i släktet Automeris och familjen påfågelsspinnare. Inga underarter finns listade i Catalogue of Life.